# Sperandio Miglioli

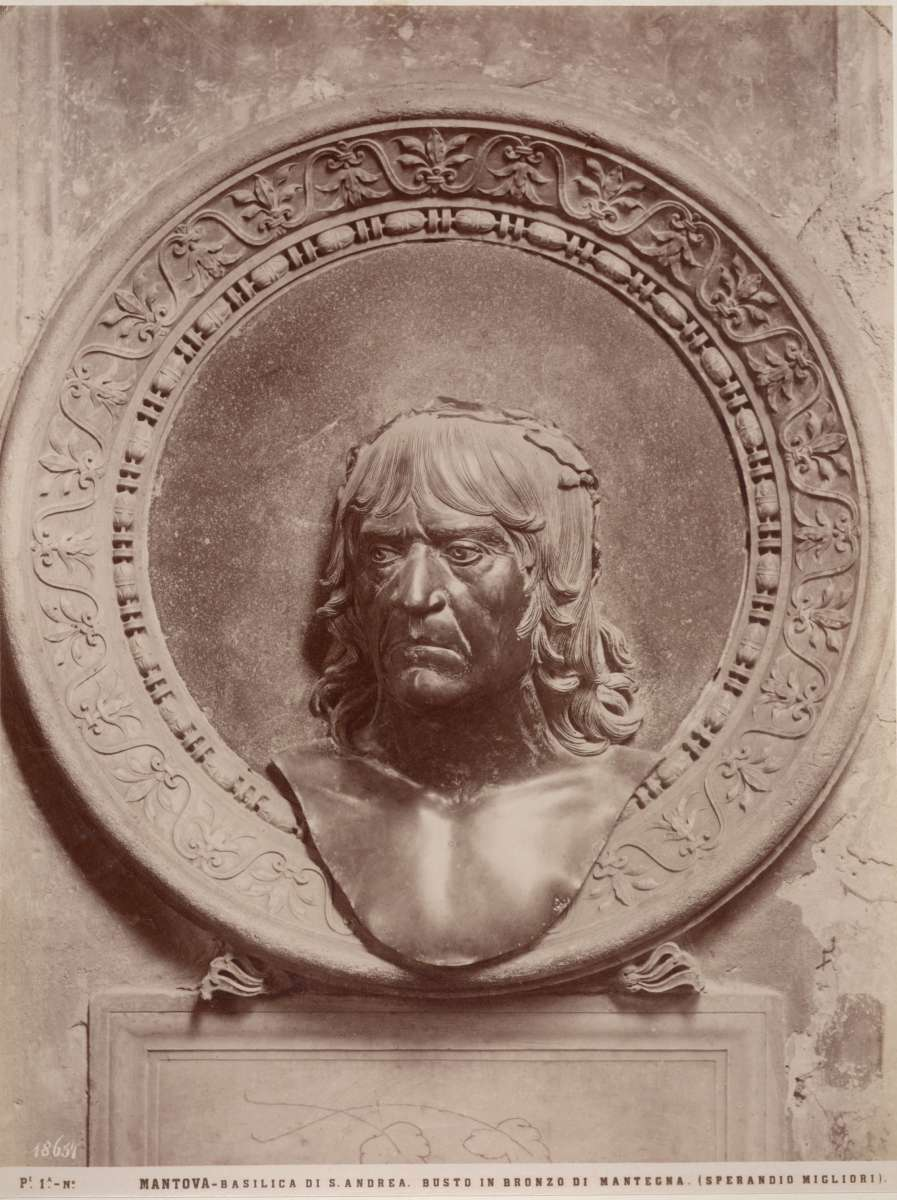
Busto di Andrea Mantegna (attribuzioni: Gian Marco Cavalli, Andrea Mantegna, Sperandio Savelli, Sperandio Miglioli), scultura in bronzo, Basilica di Sant'Andrea (Mantova), Cappella Mantegna, fine XV secolo.

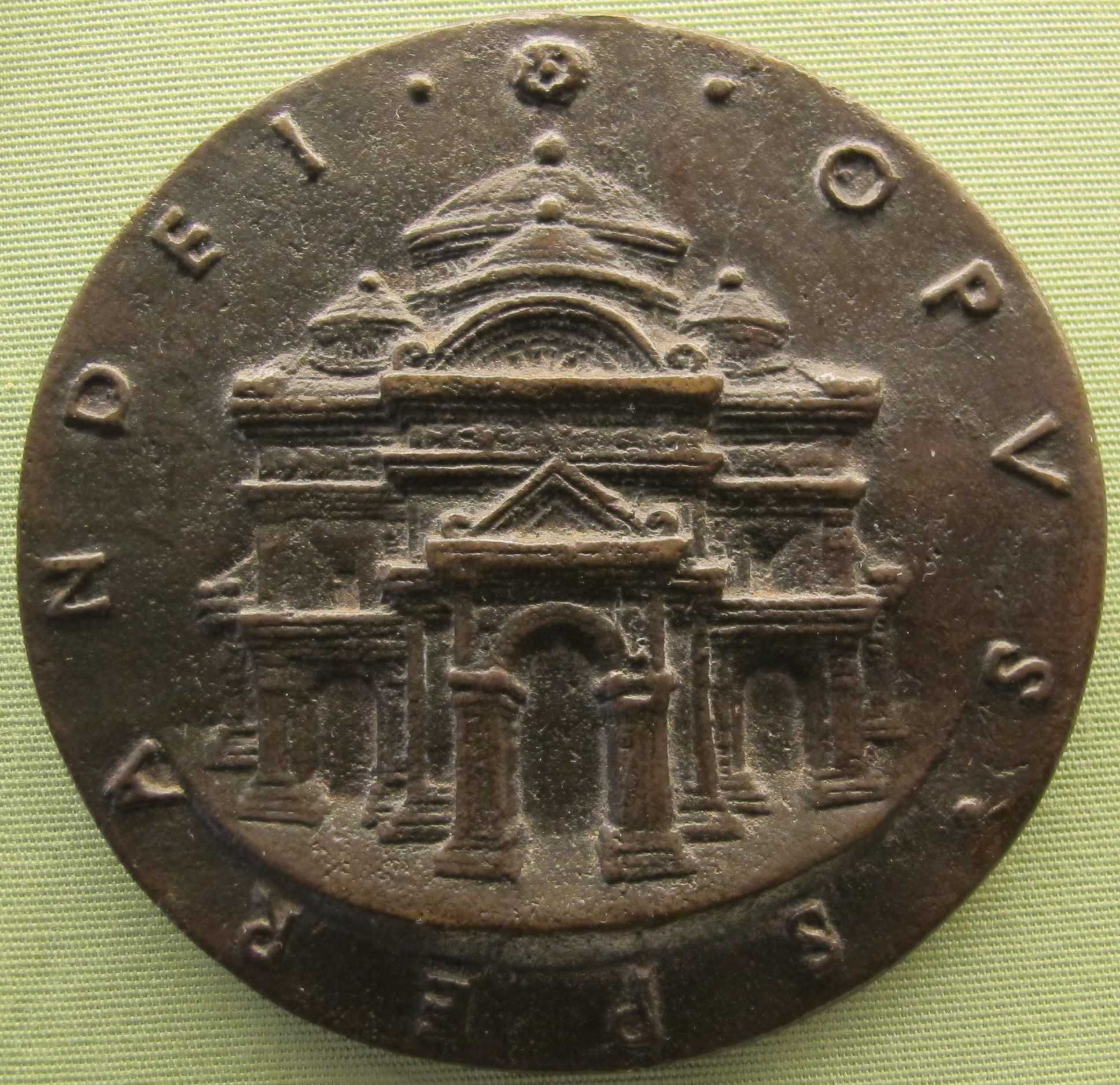
Medaglia di Francesco Sforza, 1466.

Sperandio Miglioli (Melioli) (Mantova?, 1448 ? – Ferrara, 1528) è stato uno scultore e medaglista italiano.

## Biografia
Mantovano di nascita e allievo del Pisanello a Verona, fu scultore e medaglista di corte del duca di Ferrara Ercole I d'Este. Scolpì medaglie per numerosi illustri italiani: Guido Pepoli, Giacomo Trotti, Pietro Avogaro, Nicola Sannuto, Floriano Dolfi e Luigi Carbone.
Morì a Ferrara nel 1528.

## Opere
- Busto di Andrea Mantegna (attribuzione), fine XV secolo;[8][9][10]
- Medaglia di Francesco Sforza, 1466;[11]
- Medaglia di Ludovico Gonzaga, secondo marchese di Mantova, 1475.[12]